# Famille de Kersauson
La famille de Kersauson (ou de Kersauzon), anciennement Le Ny, est une famille subsistante de la noblesse française, d'ancienne extraction, originaire de Bretagne. Elle est maintenue noble en 1669 devant le Parlement de Bretagne, à Rennes.
Subsistent actuellement, les branches du Vieux-Châtel et de Pennendreff.
Cette famille a produit plusieurs officiers de la Marine royale, ainsi que le navigateur Olivier de Kersauson, issu de la branche de Pennendreff.

## Histoire
La famille de Kersauson est originaire de Bretagne. La seigneurie de Kersauson se trouve en Guiclan, évêché de Léon, dans le Finistère.
Jean de Kersauson, chevalier, vivant en 1350, issu de la première famille de Kersauson, laissa une fille unique, Suzette de Kersauson, qui épousa vers 1400 Salomon Le Ny. Leur fils Hervé, seigneur de Kersauson, adopta le nom et les armes de sa famille maternelle et fonda la seconde famille de Kersauson. C'est de lui que descendent tous les membres actuels de la famille de Kersauson.
Plusieurs Kersauson ont été maintenus lors des montres de la noblesse en Léon, de 1427 à 1574.[réf. nécessaire]
Elle est maintenue noble le 26 mars 1669.
La branche issue des Kersauson de Pennendreff est subsistante en 2024. Elle a été admise au sein de l'association d'entraide de la noblesse française, en 1961.

## Filiation
La généalogie de la famille de Kersauson est établie de façon certaine à partir d'Hervé Ier de Kersauson :
- Hervé Ier de Kersauson ( -1443) épouse Marguerite du Carpont en 1418 puis Alliette de Lanros en 1427.
  - Jean, seigneur de Kersauson ( -1476) épouse Jeanne de Kerimel.
    - Jean de Kersauson épouse Jeanne de Kerenguil. Il est à l'origine de la branche de Kervelec (voir ci-dessous)
    - Hervé II de Kersauson ( -1495), cité à la montre de Lesneven en 1481[9], épouse Ysabeau de Pontplancoët.
    - Paul de Kersauson ( -1502) épouse Sibille de Saint-Georges. Il est à l'origine de la branche du Vieux-Chastel (voir ci-dessous).
    - Hervé de Kersauson épouse Marguerite Guillemot vers 1446. Il est à l'origine de la branche de Kerven (voir ci-dessous).
    - Guillaume de Kersauson épouse Gillonne du Chastel. Il est à l'origine de la branche du Chastel (voir ci-dessous).

### Branche de Brézal
Le château de Brézal se trouvait dans la commune de Plounéventer. Il a été remplacé au XIXe siècle par l'actuel château de Brézal.
- Guillaume de Kersauson, fils d'Hervé II de Kersauson, lors de la montre de Lesneven le 25 septembre 1503 est qualifié de « premier noble de la paroisse de Guiclan » et comparut « en équipage d'hommes d'armes, avec deux archers, coustilleur[12] et page ». Il épouse en 1492 Catherine de Bouteville, fille de Jean de Bouteville, baron du Faouët.
  - Rolland de Kersauson épouse Louise de Launay le 14 janvier 1520.
    - Tanguy de Kersauson ( -avant 1590) épouse Barbe Le Sénéchal en 1551 puis Claude Le Ny le 1er septembre 1598.
      - François de Kersauson ( -avant 1610) épouse Françoise de Plœuc, puis Suzanne du Guermadeuc.
      - Louis de Kersauson épouse Claude Kergorlay ( -16 janvier 1690 à Lanhouarneau) le 3 février 1629.
        - Prigent de Kersauson, mort en 1675, marié le 8 septembre 1669 à Plougonven avec Françoise Le Cozic.
          - Jacques-Gilles de Kersauson, né le 25 octobre 1671 à Lanhouarneau et mort le 15 novembre 1743 à Paris. Il épouse Jeanne Huchet le 20 juin 1695 puis, le 25 août 1710, Marie Angélique Bonaventure Julienne de Brézal, née le 20 juillet 1693 à Pont-Christ et morte le 4 octobre 1766 à Landerneau, héritière de la seigneurie et du château de Brézal en Plounéventer[13]. Ils organisèrent dans leur château de Brézal les « veillées de Brézal », réunions littéraires et mondaines alors connues dans toute la région[14].
            - Jean-Jacques-Claude de Kersauson, marquis, né le 15 décembre 1714 à Plougonven et mort le 23 septembre 1776. Le 10 juillet 1746 à Plounéventer, il épouse Marie René de Saisy de Kerampuil, née le 31 décembre 1715 à Saint-Quijeau et morte en 1796[15].
              - Marie-Yvonne-Guillemette-Xavière de Kersauson, née le 29 octobre 1751 à Plougonven et morte le 16 septembre 1812 à Paris. Le 23 mars 1775, elle épouse Hyacinthe-Joseph-Jacques de Tinténiac, né le 8 octobre 1753 à Quimper, paroisse de Saint-Julien (mais la famille est originaire du château de Quimerc'h en Bannalec) et mort le 16 juin 1822 à Paris. Émigré pendant la Révolution française.

            - Louis-François-Gilles de Kersauson (frère de Jean-Jacques-Claude de Kersauson), né le 13 août 1718 à Rennes et mort en 1767. Le 9 septembre 1755, il épouse tardivement Suzanne-Augustine de Coatanscours, née au château de Kerjean le 25 mai 1724 et dont elle était l'héritière, ainsi que de la seigneurie de Coatanscour (en Plourin-lès-Morlaix). Dernière châtelaine de Kerjean (aucun des deux enfants du couple ne survécut longtemps), elle fut arrêtée dans son château, condamnée à mort et guillotinée à Brest le 9 messidor an II (27 juin 1794)[16].

#### Rameau de Rosarnou

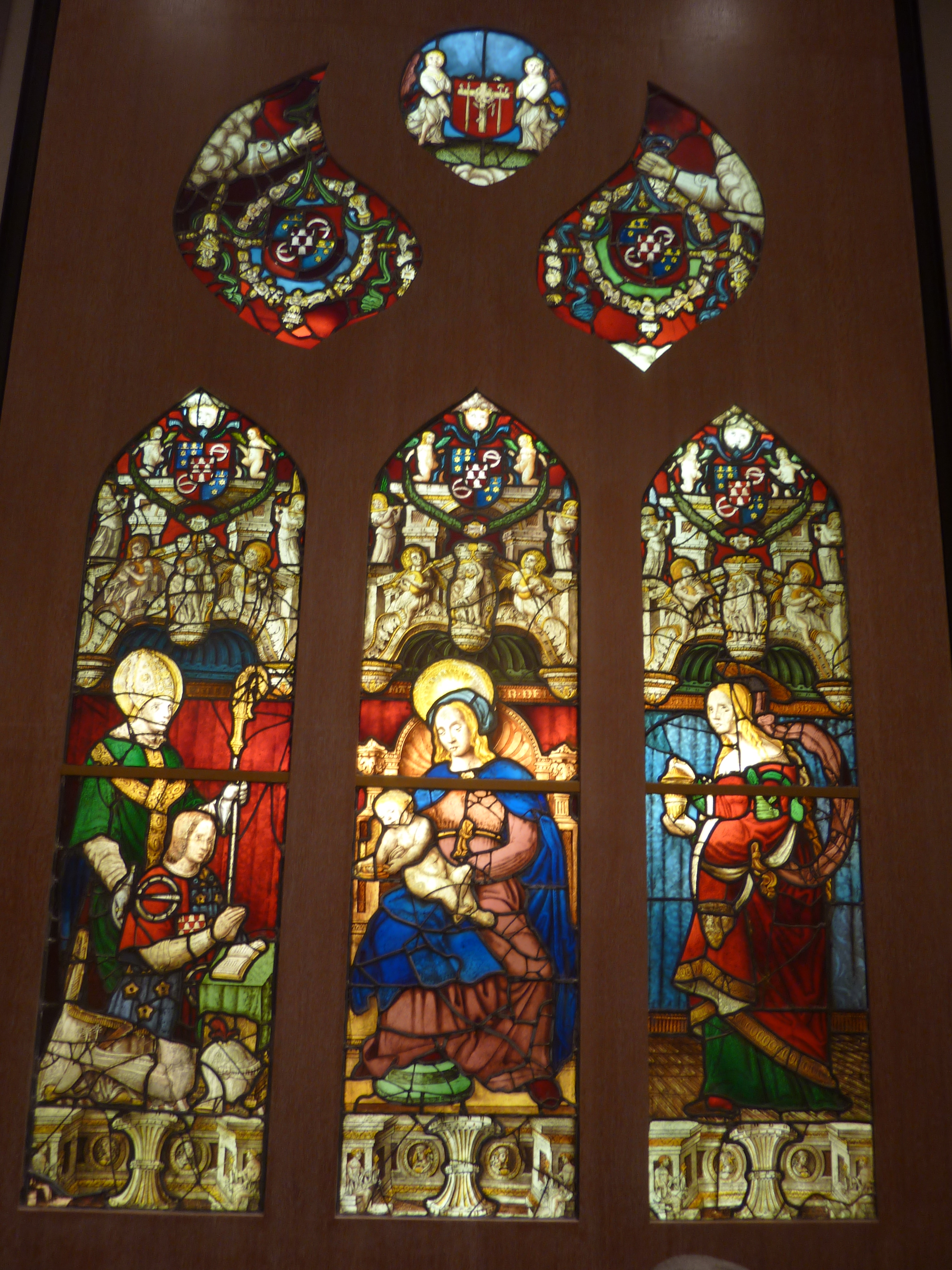
Vitrail Vierge à l'Enfant entourée de sainte Marie-Madeleine, de saint Paterne et du donateur Raoul de Kersauson qui se trouvait dans l'ancienne chapelle Saint-Exupère de Dinéault (exposé désormais au Musée départemental breton de Quimper)

Le manoir de Rosarnou se trouvait dans la commune de Dinéault dans le Finistère. Ce manoir a totalement disparu de nos jours.
L'auteur de cette branche est Jean de Kersauson (fils de Tanguy de Kersauson et de Claude Le Ny), seigneur de Rosarnou, qui épouse Marie Touronce le 13 novembre 1621 à Plouzané. Raoul de Kersauson fit don d'un vitrail à la chapelle Saint-Exupère de Dinéault en 1635.

### Branche de Guénan
Le manoir de Guénan se trouvait dans la paroisse du Minihy du Léon qui regroupait les communes actuelles de Saint-Pol-de-Léon, Roscoff et Santec et désormais dans la commune de Saint-Pol-de-Léon. De l'ancien manoir de Guenan (XVe – XVIe siècle), il ne subsiste qu'une fontaine. Ce manoir fut la propriété de la famille de Kersauson, sieurs de Rosarnou (en 1505 et en 1661), puis de la famille de Kersauzon-Goasmelquin.
Jean de Kersauson (fils cadet d'Hervé II de Kersauson et de Ysabeau de Pontplancoët), seigneur de Rosarnou, marié avec Catherine du Quinquis, est à l'origine de cette branche.

#### Rameau de Kervelec

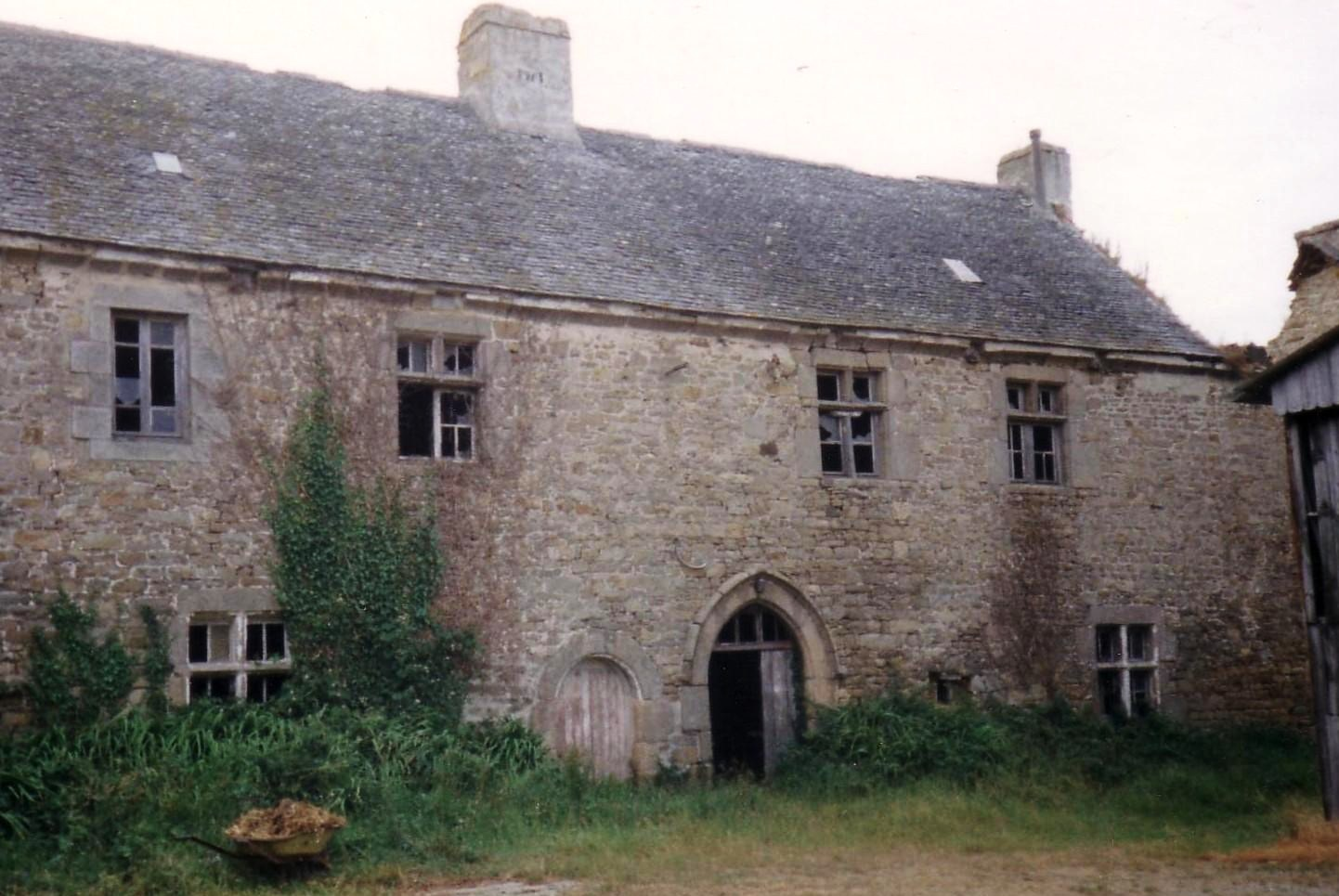
Le manoir de Keramprat à Saint-Pol-de-Léon

Le manoir de Kervelec se trouvait à Plouzané (Finistère). Ce manoir a totalement disparu de nos jours.
- Jean de Kersauson épouse Jeanne de Kerenguil.
  - André de Kersauson épouse Marie du Bois.
    - François de Kersauson épouse Louise Le Jacobin, dame de Keramprat.
      - André de Kersauson épouse Anne Le Garo, dame de Kervelec en Plouzané.
        - Prigent de Kersauson ( -1648), seigneur de Kervelec épouse Marguerite Gourio.
          - Guillaume de Kersauson, seigneur de Kervelec,  épouse Jacquette Le Gac puis Louise de Châteauneuf.
            - Charles de Kersauson, né le 24 mai 1636 à Landerneau et mort le 8 juillet 1716 à Plounéventer, seigneur de Kervelec et Creac'hpiquet, épouse  Louise-Marguerite Prigent, dame du Cosquer.
              - Hervé-Louis de Kersauson, né le 22 mai 1671 et mort le 17 avril 1747 à Brest,  épouse Marie-Françoise de Goudelin (1672-1747), fille de François de Goudelin, sieur de Goasmelquin[18] en Plouégat-Guérand, le 25 novembre 1704 à Morlaix.
                - Jean François Marie de Kersauson, né le 21 novembre 1706 à Brest et mort le 18 avril 1782 à Morlaix, seigneur de Goasmelquin, promoteur auprès des États de Bretagne des projets de canaux de la Loire à Rennes et au Blavet. Il épouse d'abord Joséphine Jeanne Thérèse de Kerouartz, puis Françoise-Suzanne Mol de Kerjean ( -1775), fille d'Olivier Mol, seigneur de Kerjean-Mol[19] en Trébabu.
                  - Marie Jeanne Josèphe de Kersauson du Vijac, née le 17 avril 1746 (?)[20] à Guipavas et morte le 27 décembre 1822 à Saint-Pol-de-Léon. Elle épouse Charles François de Villiers de l'Isle-Adam (1745-1769)[21] le 17 avril 1768 à Kerjean-Mol en Trébabu, puis Michel Marie Jegou du Laz, comte du Laz, sous-préfet de Quimperlé, le 14 mai 1782 à Morlaix.
                  - Jean Marie de Kersauson, né le 2 juillet 1747 à Trébabu et mort le 11 avril 1814 à Pamplemousses (Île Maurice), épouse Rosalie Marie Marthe Tribard du Drecey le 11 juillet 1784 à Moka (Île Maurice).
                  - Jean Marc Charles de Kersauson, né le 26 avril 1755 à Trébabu et mort le 28 avril 1823 à Morlaix, seigneur du Vijac (Vizac)[22] en Guipavas, épouse Marie Anne Perrine de Chassarel de Saint-Paul le 6 avril 1785 à Morlaix.
                    - Pierre Marie Marc de Kersauson, né le 6 avril 1787 à Trébabu et mort le 3 avril 1860 à Plounévez-Moëdec, épouse Marie Félicité Julie Urvoy de Portzamparc le 25 octobre 1813 à Brest.

                  - Maurice-Pierre-Joseph de Kersauson-Kerjean, né le 8 juillet 1739 à Brest, lieutenant des vaisseaux du Roi, chevalier de l'Ordre de Saint-Louis, épouse Antoinette Agathe Julie Maillard du Mesle le 5 septembre 1768. Il émigre pendant la Révolution française (mais il meurt en 1795) et le château de Goasmelquin devient bien national[23].
                    - René Armand Constant de Kersauson-Kerjean, né le 18 janvier 1780 à Trébabu et mort le 3 mars 1861 à Trébabu, épouse Marie Louise Reine du Dresnay de Montrelaix le 12 septembre 1814 à Saint-Pol-de-Léon. Il fut maire de Trébabu entre 1807 et 1822 et entre 1834 et 1861. Plusieurs de ses descendants ont aussi été maires de Trébabu dans le courant du XXe siècle.
                      - René Cado Robert Marie Joseph de Kersauson, né le 18 septembre 1816 au château de Kerjean-Mol en Trébabu et mort le 7 août 1853 au même endroit, épouse Marie Alexandrine Bahezre de Lanlay.

### Branche de Penhoat
Le manoir de Penhoat se trouvait à Saint-Frégant (Finistère). Le nom de Penhoat ("la lisière du bois" en français) est très fréquent en Bretagne : il ne faut par exemple pas confondre de manoir de Penhoat avec le château de Penhoët, situé dans la commune voisine de Saint-Thégonnec et qui était le fief de la famille de Penhoët. Mais l'homonymie laisse supposer que le manoir de Penhoat était peut-être une dépendance du château de Penhoët.
- Guillaume de Kersauson, fils d'Hervé I de Kersauson, est à l'origine de la branche des Kersauson de Penhoat, épouse vers 1447 Gilonne du Chastel, fille d'Olivier du Chastel et de Jeanne de Malestroit. C'est lui qui achète en 1440 le manoir de Penhoat[25],[26] en Saint-Frégant, manoir que ses descendants habiteront jusqu'en 1563. Mort après 1483. il fut sénéchal de Landerneau en 1472.
  - Guénolé de Kersauson, sieur de Penhoat, marié avec Anne-Catherine de Langoueznou, originaire de Plouvien. Il représente son père aux montres de 1481 et 1483.
    - Guillaume II de Kersauson, sieur de Penhoat, épouse le 16 mars 1509 Catherine de Lescoët.
      - Guillaume III de Kersauson, sieur de Penhoat, épouse le 14 août 1547 Claude de Cornouaille, du manoir de Lossulien, paroisse de Guipavas (commune du Relecq-Kerhuon désormais).
        - François de Kersauson, sieur de Penhoat, époux de Marie de Kergadiou, mort le 13 mars 1593 au manoir de Penhoët en Saint-Frégant.
          - Vincent-Gabriel de Kersauson, sieur de Penhoat, époux de Marie du Drenec, mais tous leurs enfants moururent en bas âge.
          - Anne de Kersauson, mariée le 16 avril 1597 avec Olivier II de Coëtlosquet.
          - Guillaume IV de Kersauson (voir ci-dessous), frère des précédents.

#### Rameau de Pennendreff
Le manoir de Pennendreff se trouve à Plourin, près de Ploudalmézeau.
- Guillaume IV de Kersauson (fils cadet de François de Kersauson, mort le 13 mars 1593 et inhumé à Saint-Frégant, et Marie de Kergadiou), devint écuyer et sieur de Penhoat après la mort de son frère. Marié d'abord avec Marie du Quenquis, puis avec Marie de Kerangarz, héritière du château de Pennendreff en Plourin. Il quitte le manoir de Penhoat pour s'installer à Pennendreff.
  - Hervé de Kersauson, sieur de Pennendreff, épousa le 5 avril 1606 Françoise de Kerouartz, originaire de Lannilis. Il meurt en 1624 et est enterré à Lanrivoaré[27].
    - Tanguy de Kersauson, sieur de Pennendreff, épouse le 5 avril 1630 Gabrielle Rannou, dame du Glazeou, puis le 10 janvier 1656 Françoise Huon de Kermadec. Il meurt en 1664 et est enterré à Lanrivoaré.
      - Joseph-Hervé de Kersauson, sieur de Pennendreff, épouse le 5 avril 1681 Marie Audren, originaire de Landunvez. Il meurt avant 1687.
        - François-Louis de Kersauson, né le 27 février 1683 au château de Tromeur en Landunvez.
          - Nicolas, comte de Kersauson de Pennendreff, né le 1er mars 1711, écuyer, est lieutenant de vaisseau et membre de l'Ordre de Saint-Louis. En 1740, alors qu'il était enseigne de vaisseau sur le Juste, il eût les deux jambes blessées à la suite d'un accident ; par la suite il embarque sur la Vénus, puis sur le Formidable. Il épouse le 10 août 1762 Marie-Marguerite du Four, originaire de Brest. Il meurt en 1773 et est enterré à Lanrivoaré.
            - Jean-Marie, comte de Kersauson de Pennendreff, né le 8 novembre 1767 à Plourin, épousa en 1790 Marie-Anne-Guillemette Torrec de Basse-Maison. Un temps emprisonné à Carhaix pendant la Révolution française, il devint maire de Plourin et conseiller général du Finistère. Mort au château de Pennendreff le 14 janvier 1829 et inhumé à Lanviroaré.
              - Nicolas Joseph Marie de Kersauson, né le 12 brumaire an III (2 novembre 1794) à Plourin, marié avec Jeanne Marie Aimé Bérubé
                - Nicolas Hippolyte Marie de Kersauson, né le 28 avril 1837 à Brest, mort le 20 février 1886 à Brest, marié avec Émilie du Saisy Quinquis ; mariés le 30 octobre 1872 à Saint-Frégant.
                  - Robert Marie de Kersauson de Penandreff (af), né le 19 février 1877 à Brest. Il part pour le Transvaal en 1899 lorsqu'éclate la guerre des Boers. Ayant appris l'afrikaans, il est détaché dans un corps d'élite de l'armée boer, il organise la guerilla des derniers Boers luttant contre la domination anglaise dans le Namaqualand, puis s'enfuit à travers le Sud-Ouest africain allemand et lance une ultime attaque contre la ville du Cap après même la capitulation des Boers. Pendant la Première guerre mondiale, il se bat héroïquement, en particulier à Verdun. Entre 1919 et 1939 il travaille pour la firme Citroën en Afrique centrale. Mobilisé en 1939 avec le grade de chef de bataillon, il est atteint par la limite d'âge en 1940 et finit sa vie, en compagnie de son épouse Marie Louise Goutorbe en Afrique du Sud où il avait obtenu la nationalité sud-africaine[28]. Mort le 11 juin 1971 à Franschhoek (Afrique du Sud).

              - Armand Marie I, comte de Kersauson de Pennendreff, né le 17 juin 1791 à Morlaix, époux de Marie de Coataudon, puis en 1835 de Pauline-Marie-Jeanne Huchet de Cintré, originaire de Cintré en Ille-et-Vilaine. Mort le 29 juin 1874 à Rennes.
                - Armand-Marie II, comte de Kersauson de Pennendreff, né à Rennes en 1837. Il entre en 1855 à l'École militaire. Devenu officier, il est blessé à un bras lors de la bataille de Frœschwiller, puis prisonnier des Prussiens à Dusseldorf, doit subir l'amputation du bras. Marié avec Adélaïde de Saisy de Kerampuil. Il quitte l'armée en 1880 avec le grade de chef d'escadron d'état-major. Officier de la Légion d'honneur.
                  - Henri Marie de Kersauson, né le 1er juillet 1839 à Pacé (Ille-et-Vilaine), marié le 2 février 1872 à Lorient avec Angélique Augustine Fanny Jan de la Gillardaie.
                    - Henri Marie Joseph de Kersauson, né le 8 novembre 1872 à Lorient, marié le 2 novembre 1899 à Nostang avec Marie Anne Léontine de Harscouet de Saint-Georges. Mort le 6 avril 1959 à Nantes.
                      - Robert Léonce Henri de Kersauson de Penandreff, né le 23 octobre 1902 à Nostang, vicomte[réf. nécessaire], mort le 19 décembre 1983 à Alicante (Espagne). Fait Saint-Cyr (promotion « Metz et Strasbourg»). Pendant l'été 1940, il rallie la France libre et prend le commandement du 1er régiment de spahis marocains, puis il commande pendant l'été 1941 la première unité blindée de la France libre et participe aux combats d'El Alamein[29]. Devient général. Marié le 5 octobre 1955 à Crach avec Anne Marie d'Aboville.

                    - Paul Édouard Marie Joseph de Kersauson, né le 17 octobre 1873 à Lorient, marié le 17 février 1903 à Taulé avec Catherine Marie Madeleine Cazin d'Honincthun, capitaine au 4e régiment de dragons, mort pour la France le 29 avril 1918 à Locre (Belgique) [30].
                      - Henri-Armand-Marie de Kersauson, né le 10 février 1906 à Dinan et mort le 23 décembre 1990 à La Trinité-sur-Mer, époux de Jeanne Monique Marie Eugénie Buffet.
                        - Tanguy de Kersauson de Pennendreff, né en 1935 et mort en 2012.
                        - Yves de Kersauson de Pennendreff, né le 8 juin 1942 et mort le 30 octobre 2001, est un amiral français, spécialiste du renseignement militaire. Marié à Aude de Sevin, dont cinq enfants ;
                        - Olivier de Kersauson de Pennendreff, né le 20 juillet 1944 à Bonnétable, célèbre navigateur. Veuf de Caroline Piloquet-Verne (1958-2005), avec laquelle il a eu un fils :
                          - Arthur de Kersauson[31], marié avec Clotilde d'Urso, belle-fille du mannequin et designer Inès de La Fressange.

                        - Florent de Kersauson de Pennendreff, né le 5 décembre 1949 au Mans, est un homme d'affaires français qui n'est pas, comme il le prétend, créateur de la Route du Rhum[32]. Marié à Sybile Marie Cécile Michele de Sevin, dont trois enfants, remarié à Catherine Rose Hirsch, dont deux enfants ;

              - Joseph Marc Marie de Kersauson de Pennendreff (fils de Jean-Marie, comte de Kersauson de Pennendreff et de Marie-Anne-Guillemette Torrec de Basse-Maison), né le 22 septembre 1798 à Plourin, mort le 29 mars 1882 à l'abbaye de Timadeuc en Brehan, démissionna de ses fonctions de juge à Brest en 1830 pour ne pas renier ses convictions légitimistes. En 1848 il siégea brièvement comme député à l'Assemblée constituante ;
              - Armand Casimir Victor de Kersauson de Pennendreff (le plus jeune fils de Jean-Marie, comte de Kersauson de Pennendreff et de Marie-Anne-Guillemette Torrec de Basse-Maison), né le 4 novembre 1809 à Plourin, mort le 23 avril 1871 à Brest, fut à deux reprises brièvement député du Finistère (membre de la droite légitimiste entre le 21 septembre 1851 et le 2 décembre 1851 en raison du Coup d'État du 2 décembre 1851 d'une part, et membre de l'Union des droites entre le 8 février 1871 et le 23 avril 1871, date de sa mort, d'autre part)[33].

##### Sous-sous-branche de Coathuel
Le manoir de Coathuel se trouvait à Châteauneuf-du-Faou. Ce manoir a totalement disparu de nos jours.

François de Kersauson, fils cadet de Guillaume IV de Kersauson et de Marie de Kerangarz, est l'auteur de ce rameau.

### Branche du Vieux-Châtel
L'origine de cette branche remonte à Paul de Kersauson ( -1502) marié à Sibille de Saint-Georges.
- Yves de Kersauson, marié avec Jeanne Tanguy.
  - Jean de Kersauson épouse Jeanne Le Prince.
    - Paul de Kersauson épouse Mademoiselle de Penhoët, puis Marie du Mescam (ou Mesguen).
      - Hervé de Kersauson, né le 17 mai 1540 à Plouescat, épouse Catherine du Faou (ou Fouern).
        - François de Kersauson, né le 5 février 1568 à Plouescat et mort en 1632, épouse Marie de Kerouartz.
          - François de Kersauson, né le 20 août 1611 à Plouescat, épouse en 1633 Catherine de Kerguvelen.
            - Tanguy de Kersauson, né le 6 octobre 1634 à Plouescat et mort le 13 mai 1685 à Plouescat, épouse Anne de Coëtnempren, puis Brigitte Huon le 26 janvier 1671 à Landerneau.
              - Hamon Nicodème de Kersauson, né le 19 juillet 1665 à Cléder et mort le 15 septembre 1706 à Plouescat, épouse Anne Agnès Le Levier de Rumadry le 19 juin 1692 à Morlaix.
                - François-Joseph Hamon de Kersauson du Vieuxchastel, né le 23 mars 1698 à Plouescat, épouse Françoise Rose de Lantivy de la Ferrière le 17 décembre 1724 à Rennes, paroisse de Saint-Sauveur.
                  - Honorat François Joseph Louis de Kersauson du Vieuxchastel, né le 9 mai 1726 à Morlaix, épouse Gillette Anne Françoise de Penmarc'h le 18 décembre 1753 à Saint-Frégant, mort le 30 mars 1790 à Saint-Frégant.
                    - François Joseph Denis de Kersauson du Vieuxchastel, né le 9 octobre 1754 à Buléon (Morbihan) et mort le 14 août 1832 à Morlaix, épouse Cécile Marie Perrine Drillet de Lannigou.
                      - Louis Guillaume de Kersauson du Vieuxchastel, né le 25 janvier 1788 à Morlaix et mort le 29 mars 1876 à Plouezoc'h (Finistère), épouse Olympe Françoise Louise de Bahuno de Kerolain le 30 mars 1818 à Hennebont.
                        - Ludovic Marie François de Kersauson du Vieux-Châtel, né le 30 juillet 1825 à Hennebont, conseiller général et mort le 28 mai 1877 à Plouezoc'h[34] épouse Marie Françoise Louise du Dresnay le 24 septembre 1849 à Plouigneau.
                          - Louis de Kersauson-Vieux-Châtel, né le 7 août 1850 à Morlaix et mort le 18 avril 1928 à Paris. Grand propriétaire foncier. Conseiller général du Finistère. Officier de mobiles pendant la guerre de 1870. Il fut élu député du Finistère au scrutin de liste (d'opinion monarchiste, il fut le premier élu de la liste conservatrice) et siégea entre le 4 octobre 1885 et le 11 novembre 1889, membre de l'Union des droites. Il fut battu en 1889 dans le cadre d'un scrutin par circonscription dans celle de Morlaix et abandonna alors la vie politique[35].

#### Rameau de la Ferrière
François Joseph Hamon de Kersauson, né le 28 mars 1698 à Plouescat, décédé en 1774, chevalier, seigneur du Vieux Chastel, se marie en 1724 avec Françoise Rose de Lantivy, héritière du château de la Ferrière en Buléon, laquelle décède en 1732.
- Leur fils Honorat François Joseph Louis de Kersauson du Vieuxchastel, né le 9 mai 1726 à Morlaix (voir plus haut), s'est marié quatre fois. De sa quatrième épouse, Laurence Thérèse Jacquemine Girard de La Haye est né entre autres :
  - Louis Marie Laurent de Kersauson de La Ferrière, né le 8 septembre 1777 à Buléon (Morbihan), marié le 4 novembre 1797 à Merdrignac avec Marie Josèphe Louise Ange De La Ville Gontier de La Boullaye.
    - Son petit-fils Louis Marie de Kersauson (1855-1909) fut maire de Buléon (Morbihan) entre 1896 et 1909.

### Branche de Kervern
Hervé II de Kersauson, sixième enfant d'Hervé I de Kersauson et d'Alliette de Lanros, qui épousa Marguerite Guillemot (Guillamot), dame de Kerven et du Plessis, vers 1446 est à l'origine de la branche des Kersauson de Kervern (le château et la seigneurie de Kerven se trouvaient en Plonéis).

## Alliances
Les principales alliances de la famille de Kersauson sont : Torrec de Bassemaison (1790), du Plessis d'Argentré (1956).
Pour la branche Vieux-Châtel : de Kerouärtz (1608), de Lantivy (1724), du Bahuno (1818), du Dresnay (1849), de Parscau du Plessis (1888), de Carné-Carnavalet (1919, 1950), de Ponton d'Amécourt (2023).

## Armes et devise
- Armes : De gueules au fermail d'argent.[37]
- Devise : « Pred eo, pred a vo » (Il est temps, il sera temps)